# Espada bastarda

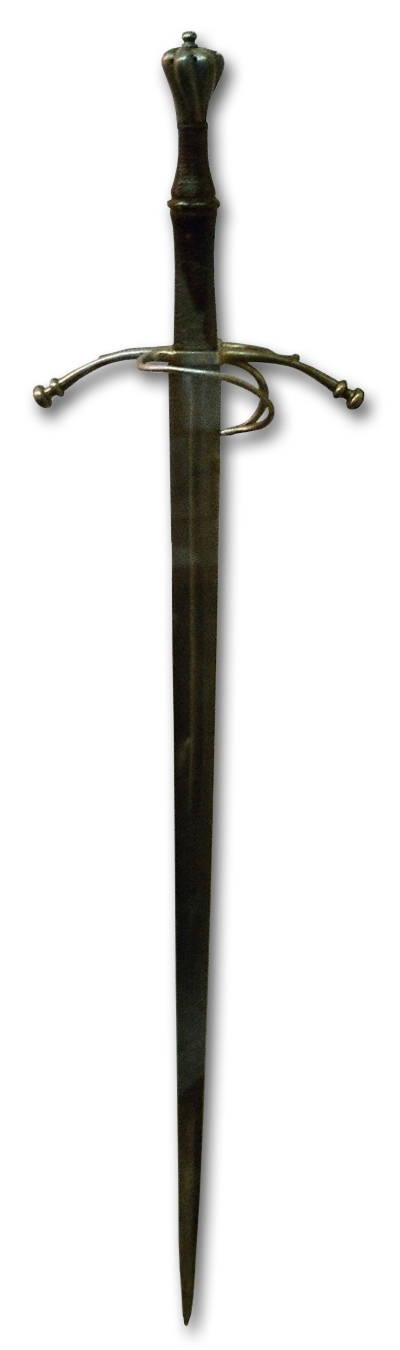
Um exemplo de espada bastarda.

A espada bastarda, também conhecida como espada de uma mão e meia, é uma espada medieval, que possui esse nome por não se encaixar exatamente nem no grupo de espadas de duas mãos, nem do de espadas de uma mão, tendo tamanho intermediário, e sendo balanceada para poder ser usada com a espada em uma mão,e o escudo em outra mão. É muito popular em jogos e historias de fantasia.
Uma espada bastarda costuma ter 1,10 m a 1,20 m de comprimento e pesar 1,0 kg a 1,4 kg.